# Morecambe F.C.
Câu lạc bộ bóng đá Morecambe là một câu lạc bộ bóng đá chuyên nghiệp ở Morecambe, Lancashire, Anh. Đội thi đấu ở League Two, hạng 4 trong hệ thống giải bóng đá Anh. Được đặt biệt danh là "The Shrimps" (Tôm) do ẩm thực địa phương của thị trấn ven biển, câu lạc bộ đã chơi các trận đấu trên sân nhà tại Sân vận động Mazuma kể từ khi chuyển từ ngôi nhà ban đầu của họ tại Christie Park in 2010. vào năm 2010. Câu lạc bộ cạnh tranh đối thủ với Accrington Stanley, gần đó, cũng như các câu lạc bộ Lancashire khác.
Câu lạc bộ được thành lập vào năm 1920 và tham gia vào Lancashire Combination, ở lại trong 48 năm tiếp theo, giành chức vô địch năm lần: 1924-25, 1961-62, 1962-63, 1966-67 và 1967-68. Họ tham gia giải Northern Premier League vào năm 1968 và tiếp tục giành FA Trophy năm 1974 và Northern Premier League President's Cup năm 1992. Dưới sự quản lý của  Jim Harvey, đội về nhì tại Northern Premier League Premier Division 1994-95 và thăng hạng Conference. Bị đánh bại trong trận bán kết play-off năm 2003 và 2006, Sammy McIlroy đã dẫn dắt câu lạc bộ thăng hạng Football League với chiến thắng trong trận chung kết play-off 2007. Kể từ thời điểm đó, họ chỉ một lần lọt vào top 10 của League Two, khi lọt vào bán kết play-off sau khi kết thúc ở vị trí thứ 4 trong mùa giải 2009-10. Họ cùng với AFC Wimbledon, là những đội duy nhất trong 4 cấp độ cao nhất của giải đấu Anh chưa từng xuống hạng trong toàn bộ lịch sử của đội bóng.

## Lịch sử

### 1920-2005: Lịch sử ban đầu
Bóng đá trong thị trấn có từ đầu thế kỷ 20; tuy nhiên, phải đến ngày 7 tháng 5 năm 1920, Morecambe FC mới được thành lập sau một cuộc họp tại khách sạn West View ở địa phương. Câu lạc bộ sau đó chiếm vị trí trong Lancashire Combination League mùa giải 1920-21.
Chia sẻ sân với Morecambe Cricket Club tại Woodhill Lane trong mùa giải đầu tiên, bóng đá đã trở nên phổ biến, với số lượng khán giả vượt quá 3.000 cho các trận derby với Lancaster City và Fleetwood Town. Mặc dù thành công trên sân khó có được, với việc câu lạc bộ đang mòn mỏi ở gần cuối bảng, vào cuối mùa giải đầu tiên câu lạc bộ đã chuyển sân đến Roseberry Park. Vài năm sau, sau khi được Tổng thống lúc bấy giờ là J.B. Christie mua lại khu đất, tên của khu đất đã được đổi thành Christie Park để vinh danh ông. Những mùa giải đầu tiên đó tỏ ra khó khăn, và phải đến mùa giải 1924-25, câu lạc bộ mới bắt đầu đạt được một số thành công, lần đầu tiên giành được chức vô địch giải đấu; điều này sau đó được tiếp nối bởi thành công ở Lancashire Junior Cup, đánh bại đối thủ cũ Chorley sau hai trận đấu lại, và trước hơn 30.000 khán giả.
Christie đã để lại nền tảng cho câu lạc bộ vào năm 1927 và cũng giúp đưa câu lạc bộ thành một Công ty Trách nhiệm hữu hạn với vốn cổ phần khi đó là 1.000 bảng Anh. Phần còn lại của những năm 1920 và cả những năm 1930 chứng kiến một cuộc đấu tranh liên tục để giữ cho bóng đá tồn tại ở bờ biển Tây Bắc, với những kết quả kém cỏi trên sân và ít hoặc không có doanh thu ngoài sân cỏ.
Thời kỳ hậu chiến đã chứng kiến sự khởi sắc trong vận mệnh của Shrimps với những tiến bộ ổn định trong suốt cuối những năm 1940 và gần như tất cả những năm 1950, với sự cải thiện rõ rệt khi vào năm 1956, Ken Horton được bổ nhiệm làm cầu thủ-huấn luyện viên. Mặc dù thành công chỉ mới ở gần, nhưng nền tảng cho tương lai đang được xây dựng. Câu lạc bộ Những người hỗ trợ phụ trợ đã được thành lập và với sự giúp đỡ của họ, nhiều cải tiến mặt bằng đã được thực hiện, do đó thành công trên thực địa đến với doanh nghiệp ngoài thực địa. Mười bốn năm kể từ năm 1960 có thể nói là Kỷ nguyên vàng của Morecambe. Điều này bao gồm trận đấu ở vòng ba Cúp FA mùa giải 1961-62, thất bại 0-1 trước Weymouth; chiến thắng tại chung kết Lancashire Senior Cup năm 1968, một chiến thắng 2-1 trước Burnley; và thành công tại FA Trophy ở Wembley năm 1974, chiến thắng 2-1 trước Dartford trong trận chung kết.
12 năm tiếp theo cũng cằn cỗi như bất kỳ giai đoạn nào trước đó trong lịch sử câu lạc bộ. Số người tham dự đã giảm từ mức 2.000 có thể tín dụng cộng với trừ đi 200 đáng tiếc, với sự suy giảm rõ rệt về vận may của câu lạc bộ trong thời gian đó. Tuy nhiên, đến mùa giải 1985-86, các dấu hiệu cải thiện đã xuất hiện; vị trí giải đấu của câu lạc bộ được cải thiện, và thành công về cúp trong vài năm tiếp theo khiến câu lạc bộ lạc quan.
Phải mất mười năm, câu lạc bộ mới đạt được tham vọng thăng hạng Football Conference au nhiều cải tiến hơn nữa, không chỉ về mặt sân mà còn về cấu trúc của câu lạc bộ, giúp câu lạc bộ có cơ hội tự tin hướng tới là một trong những câu lạc bộ Conference tiến bộ hơn.
Kể từ khi thăng hạng lên Conference vào mùa giải 1995-96, Shrimps đã đạt được vị thế là một trong những đội dẫn đầu giải đấu. Trên thực tế, chỉ có Woking là có tư cách thành viên lâu hơn của giải đấu vào thời điểm này. Vị trí Á quân được tuyên bố trong một lần và các suất đá play-off đã bị bỏ lỡ hai lần trong gang tấc. Cũng trong thời gian này, câu lạc bộ cũng cân bằng thành tích xuất sắc nhất tại FA Cup trong cả hai mùa giải 2000-01 và 2002-03. Trong cả hai lần, câu lạc bộ đối đầu với Ipswich Town, lần lượt thua 3-0 và 4-0. Morecambe cũng đã đánh bại một số câu lạc bộ liên đoàn ở FA Cup, bao gồm Cambridge United mùa giải 2000-01 và Chesterfield mùa giải 2002-03.
Trong mùa giải 2005-06, Morecambe lọt vào vòng play-off, nhưng đã bị Hereford United đánh bại với tỷ số chung cuộc 4-3, sau trận hòa 1-1 ở lượt đi tại Christie Park.

### 2005-2011: Sammy McIlroy
Vào tháng 11 năm 2005, Jim Harvey bị đau tim trong một trận đấu tại Christie Park với Cambridge United. Câu lạc bộ nhanh chóng tuyên bố bổ nhiệm một huấn luyện viên tạm quyền, Sammy McIlroy, một người bạn lâu năm của Harvey. Sau khi thời gian ba tháng đầu tiên của McIlroy với tư cách là người chăm sóc hết hạn, ông đã được giao công việc cho phần còn lại của mùa giải với Harvey dự kiến sẽ trở lại sau khi kết thúc. Tuy nhiên, vào ngày đầu tiên trở lại làm huấn luyện viên của Morecambe, Harvey đã bị câu lạc bộ sa thải và McIlroy được bổ nhiệm làm huấn luyện viên thường trực với Mark Lillis là trợ lý của anh ấy. Điều này gây ra mối thù giữa những người bạn lâu năm Harvey và McIlroy vẫn chưa được hàn gắn cho đến ngày nay.
Khi vắng mặt Harvey, Morecambe đã lọt vào vòng play-off của Conference. Họ thua Hereford 4-3 chung cuộc, nhưng McIlroy được bổ nhiệm cố định vào tháng 5 năm 2006. Mùa giải tiếp theo, Morecambe được thăng hạng lên Football League lần đầu tiên trong lịch sử của họ sau khi giành chiến thắng trong trận chung kết play-off Conference, đánh bại Exeter City 2-1 tại Wembley ngày 20 tháng 5 năm 2007, trước hơn 40.000 cổ động viên sau chiến thắng bán kết trước York City.
Vào ngày 17 tháng 7 năm 2007, Morecambe thông báo kế hoạch chuyển đến một sân vận động mới để bắt đầu mùa giải 2009-10. Công việc đã không bắt đầu trên địa điểm được đề xuất cho đến mùa xuân năm 2009, với ngày hoàn thành dự kiến là mùa hè năm 2010.
Morecambe đã chơi trận đầu tiên trong Football League trước Barnet tại Christie Park vào tháng 8 năm 2007, trận đấu với tỷ số hòa 0-0 để giành được điểm đầu tiên tại Football League. Vào ngày 14 tháng 8 năm 2007, Morecambe chơi trận đấu đầu tiên của họ tại League Cup và có chiến thắng 2-1 trước người hàng xóm gần đó là Preston North End tại Deepdale với Jim Bentley và David Artell ghi bàn cho Morecambe. The Shrimps đã kết hợp kết quả này với một chiến thắng khó chịu khác trước một đội bóng Championship, chiến thắng 3-1 trước Wolverhampton Wanderers on 28 August to advance into the third round of the League Cup, vào ngày 28 tháng 8 để tiến vào vòng thứ ba của League Cup, trong đó họ phải đối mặt với đội Championship thứ ba liên tiếp, Sheffield United. Tuy nhiên, Morecambe để thua 5-0. Họ kết thúc mùa giải đầu tiên ở League Two ở vị trí thứ 11 với 60 điểm. Họ cũng kết thúc mùa giải 2008-09 ở vị trí thứ 11, lần này với 63 điểm.
2009-10 là mùa giải cuối cùng của Morecambe tạit Christie Park. Họ kết thúc mùa giải ở vị trí thứ 4, đủ điều kiện tham dự vòng play-off, nơi họ để thua 7-2 trước Dagenham & Redbridge.
Vào ngày 10 tháng 8 năm 2010, Morecambe chơi trận đầu tiên tại Globe Arena trước đội bóng Championship Coventry City ở Vòng Một League Cup. Morecambe đã giành chiến thắng 2-0, với Andy Fleming ghi hai bàn đầu tiên tại sân vận động. Điều này giúp Morecambe có được một trận Derby Lancashire ở Vòng Hai gặp một đội bóng khác của Championship là Burnley, thua 3-1. Vào ngày 9 tháng 5 năm 2011, người quản lý Morecambe, Sammy McIlroy, đã rời câu lạc bộ theo sự đồng ý của cả hai sau 5 năm cầm quyền. McIlroy, người tiếp quản vị trí huấn luyện viên từ Jim Harvey, đã rời câu lạc bộ cùng với trợ lý Mark Lillis. Chủ tịch Morecambe, Peter McGuigan, ca ngợi cặp đôi vì những nỗ lực của họ kể từ khi tiếp quản, mô tả McIlroy là 'huấn luyện viên giỏi nhất trong triều đại của anh ấy tại câu lạc bộ.'

### 2011-2019: Jim Bentley
Vào ngày 13 tháng 5 năm 2011, Bentley được bổ nhiệm làm người quản lý theo hợp đồng hai năm, ký hợp đồng hai năm với tư cách là cầu thủ-huấn luyện viên. Trận đấu đầu tiên của ông với tư cách là một huấn luyện viên chuyên nghiệp là thất bại 0-1 trên sân nhà trước Barnet. Sau đó, The Shrimps đã có bốn trận thắng trên mọi đấu trường, trong đó có chiến thắng 2-0 trước Barnsley ở League Cup. Sau chín trận đầu tiên cầm quân, Morecambe đã đứng đầu giải đấu sau khi thắng sáu, hòa hai và chỉ thua một lần. Hàng thủ của Morecambe lúc này rất quan trọng, chỉ để thủng lưới 5 bàn sau 9 trận. Tuy nhiên, điều này đã không kéo dài, vì kết thúc mùa giải kém cỏi dẫn đến việc Morecambe đứng thứ 15 ở League Two, vẫn là một sự cải thiện so với mùa trước. Mùa giải thứ hai của Jim Bentley bắt đầu với chiến thắng 3-0 trước Exeter City. Tuy nhiên, màn trình diễn thiếu nhất quán một lần nữa khiến họ trượt dài ở vị trí giữa bảng. Trong mùa giải 2016-17, Bentley nhận án phạt cấm thi đấu hai trận và bị phạt 1.000 bảng, mặc dù người hâm mộ Morecambe đã nộp phạt..

### 2019-: Derek Adams
Bentley rời câu lạc bộ vào tháng 10 năm 2019 để đảm nhận vai trò huấn luyện viên tại AFC Fylde, đã trải qua 16 tháng với tư cách là huấn luyện viên phục vụ lâu nhất trong bốn giải đấu hàng đầu của bóng đá Anh. Vào ngày 7 tháng 11 năm 2019, Morecambe bổ nhiệm Derek Adams làm huấn luyện viên, ký hợp đồng hai năm rưỡi với ông.

## Nhà tài trợ chính và trang phục
| Giai đoạn | Nhà sản xuất trang phục | Tài trợ áo đấu           |
| --------- | ----------------------- | ------------------------ |
| 1920-1974 |                         |                          |
| 1974-1978 | Umbro                   |                          |
| 1978-1987 | Litesome                |                          |
| 1979-1980 | Litesome                | Holmark                  |
| 1981-1982 | Adidas                  | Mitchells                |
| 1983-1984 | Umbro                   | John Wilding             |
| 1984-1985 |                         | MG Markets               |
| 1985-1986 |                         | Carlton Caterers         |
| 1986-1987 | Umbro                   | Carlton Caterers         |
| 1987-1988 |                         | Carlton Caterers         |
| 1988-1991 | Umbro                   | Cvg                      |
| 1992-1993 |                         | Mitchells                |
| 1993-1994 | Asics                   | Carleton Inn             |
| 1994-1995 |                         | Printing Machinery       |
| 1995-1996 | Pony International      | Ais Products             |
| 1996-1997 | Pony International      | Lakesway                 |
| 1997-1998 | Pony International      | Oasis                    |
| 1998-1999 | Pony International      | Ambulink UK              |
| 1999-2000 | Umbro                   | Redman & Jones           |
| 2000-2002 | Umbro                   | Business Serve PLC       |
| 2002-2004 | Umbro                   | Thurnham Leisure Group   |
| 2004-2007 | Umbro                   | Wright & Lord Solicitors |
| 2007-2008 | Umbro                   | Jiang Print              |
| 2008-2009 | Puma SE                 | Mopay.co.uk              |
| 2009-2010 | Puma SE                 | Bench.                   |
| 2010-2011 | Puma SE                 | Bench.                   |
| 2011-2012 | Puma SE                 | Bench.                   |
| 2012-2013 | Fila                    | Carbrini                 |
| 2013-2014 | Fila                    | Blacks Leisure Group     |
| 2014-2015 | Fila                    | Carbrini                 |
| 2015-2016 | Carbrini                | JD Sports                |
| 2016-2017 | Carbrini                | Omega Holidays           |
| 2017-2018 | Macron                  | Purple Property Group    |
| 2018-2019 | Macron                  | Bizloans4u               |
| 2019-2020 | Macron                  | Annapurna Recruitment    |
| 2020-2021 | Macron                  | Annapurna Recruitment    |

### Linh vật
Linh vật của The Shrimps là con mèo Christie. Con mèo được đặt tên theo sân vận động cũ của Morecambe, Christie Park. Con mèo, một người bạn tốt của tất cả những người hâm mộ Tôm, đã được họ nhận nuôi sau khi được công bố vài mùa trước. Anh đã từng có một pha tranh chấp giao hữu khét tiếng với thủ môn Tony Roberts của Dagenham & Redbridge khiến Christie bị đuổi khỏi sân, mặc dù cuộc tranh chấp đã được Roberts bắt đầu.
Christie hiện xuất hiện thường xuyên tại The Globe Arena, và xuất hiện trở lại sau trận đấu cuối cùng tại Christie Park. Một thành viên của công chúng đến Globe và đề nghị bán Christie cho câu lạc bộ, nhưng một cảnh sát tốt bụng giải thích với thành viên của công chúng rằng anh ta sẽ ra về tay trắng, vì đã được chúc mừng vì tinh thần cộng đồng của anh ta.

## Mối kình địch
Bắt đầu từ đầu những năm 1990, Morecambe đã tham gia vào một cuộc cạnh tranh gay gắt với Accrington Stanley, hàng xóm của Lancashire. The Shrimps đã không thể đánh bại Accrington trong 16 lần cố gắng sau khi thăng hạng vào Football League trước bàn thắng của Aaron Wildig giúp đội giành chiến thắng 1-0 trước kình địch của mình vào tháng 8 năm 2015. Các đối thủ địa phương khác của Morecambe bao gồm Barrow, Lancaster City, Fleetwood Town, Kendal Town và Southport.

## Cầu thủ

### Đội hình hiện tại
Tính đến 17 tháng 3 năm 2023
Ghi chú: Quốc kỳ chỉ đội tuyển quốc gia được xác định rõ trong điều lệ tư cách FIFA. Các cầu thủ có thể giữ hơn một quốc tịch ngoài FIFA.
| Số | VT | Quốc gia         | Cầu thủ                      |
| -- | -- | ---------------- | ---------------------------- |
| 1  | TM | Anh              | Connor Ripley (club captain) |
| 2  | HV | Scotland         | Donald Love (team captain)   |
| 3  | HV | Anh              | Max Melbourne                |
| 4  | HV | Anh              | Liam Gibson                  |
| 5  | HV | Anh              | Farrend Rawson               |
| 6  | HV | Cộng hòa Ireland | Ryan Delaney                 |
| 7  | TV | Anh              | Jake Taylor                  |
| 8  | TV | Cộng hòa Ireland | Dan Crowley                  |
| 9  | TĐ | Anh              | Cole Stockton                |
| 10 | TĐ | Anh              | Ashley Hunter                |
| 12 | TM | Anh              | Adam Smith                   |
| 14 | TĐ | Pháp             | Arthur Gnahoua               |

| Số | VT | Quốc gia         | Cầu thủ                                          |
| -- | -- | ---------------- | ------------------------------------------------ |
| 15 | TV | Anh              | Jensen Weir (cho mượn từ Brighton & Hove Albion) |
| 16 | HV | Anh              | Jacob Bedeau                                     |
| 17 | TV | Úc               | Caleb Watts (cho mượn từ Southampton)            |
| 18 | TĐ | Sénégal          | Oumar Niasse                                     |
| 20 | TV | Anh              | Liam Shaw (cho mượn từ Celtic)                   |
| 21 | HV | Anh              | Ryan Cooney                                      |
| 22 | TV | Anh              | Josh Austerfield (cho mượn từ Huddersfield Town) |
| 23 | HV | Sénégal          | Pape Souaré                                      |
| 24 | TĐ | Cộng hòa Ireland | Courtney Duffus                                  |
| 25 | HV | Anh              | Adam Mayor                                       |
| 29 | HV | Anh              | Dynel Simeu (cho mượn từ Southampton)            |

#### Cho mượn
Ghi chú: Quốc kỳ chỉ đội tuyển quốc gia được xác định rõ trong điều lệ tư cách FIFA. Các cầu thủ có thể giữ hơn một quốc tịch ngoài FIFA.
| Số | VT | Quốc gia   | Cầu thủ                                         |
| -- | -- | ---------- | ----------------------------------------------- |
| 13 | TM | Bồ Đào Nha | Andre Da Silva Mendes (cho mượn tại Ashton Utd) |
| 19 | TĐ | Anh        | Jonathan Obika (cho mượn tại Motherwell)        |

#### U-18 Morecambe
Ghi chú: Quốc kỳ chỉ đội tuyển quốc gia được xác định rõ trong điều lệ tư cách FIFA. Các cầu thủ có thể giữ hơn một quốc tịch ngoài FIFA.
| Số | VT | Quốc gia | Cầu thủ        |
| -- | -- | -------- | -------------- |
| 26 | TV | Anh      | Cameron Rooney |
| 27 | HV | Anh      | Mani Davidson  |
| 28 | HV | Anh      | Daniel Foden   |

## Lịch sử quản lý
Kể từ năm 1947 đến nay.
| Giai đoạn | Tên                             | Ghi chú                                                             |
| --------- | ------------------------------- | ------------------------------------------------------------------- |
| 1947-1948 | Jimmy Milne                     |                                                                     |
| 1955-1956 | Albert Dainty                   |                                                                     |
| 1956-1961 | Ken Horton                      |                                                                     |
| 1961-1964 | Joe Dunn                        |                                                                     |
| 1964-1965 | Geoff Twentyman                 |                                                                     |
| 1965-1969 | Ken Waterhouse                  |                                                                     |
| 1969-1970 | Ronnie Clayton                  |                                                                     |
| 1970      | Gerry Irving và Ronnie Mitchell |                                                                     |
| 1970-1972 | Ken Waterhouse                  |                                                                     |
| 1972-1975 | Dave Roberts                    | Vô địch FA Trophy tại Wembley năm 1974                              |
| 1976-1977 | Johnny Johnson                  |                                                                     |
| 1977-1978 | Tommy Ferber                    |                                                                     |
| 1978-1979 | Mick Hogarth                    |                                                                     |
| 1979-1981 | Don Cubbage                     |                                                                     |
| 1981      | Jim Thompson                    |                                                                     |
| 1981-1984 | Les Rigby                       |                                                                     |
| 1984-1985 | Sean Gallagher                  |                                                                     |
| 1985-1988 | Joe Wojciechowicz               |                                                                     |
| 1988-1989 | Billy Wright                    |                                                                     |
| 1989-1993 | Bryan Griffiths                 |                                                                     |
| 1994      | Leighton James                  |                                                                     |
| 1994-2005 | Jim Harvey                      | Giành thăng hạng lên Conference từ Northern Premier League năm 1995 |
| 2005-2011 | Sammy McIlroy                   | Giành thăng hạng lên Football League từ Conference năm 2007         |
| 2011-2019 | Jim Bentley                     |                                                                     |
| 2019      | Kevin Ellison & Barry Roche     | Cầu thủ-huấn luyện viên chung                                       |
| 2019-nay  | Derek Adams                     |                                                                     |

## Danh hiệu và thành tích
Conference National
- Thắng play-off: 2007

FA Trophy
- Vô địch: 1974

Conference League Cup
- Vô địch: 1998

Northern Premier League
- Á quân (thăng hạng): 1994-95

Lancashire Combination
- Vô địch (5): 1924-25, 1961-62, 1962-63, 1966-67, 1967-68

Northern Premier League President's Cup
- Vô địch: 1992

Lancashire Senior Cup
- Vô địch: 1968

Lancashire FA Challenge Trophy
- Vô địch (11): 1926, 1927, 1962, 1963, 1969, 1986, 1987, 1994, 1996, 1999, 2004

Lancashire Combination Cup
- Vô địch (5): 1927, 1946, 1965, 1967, 1968